# Liste des concours de l'enseignement en France
Cette page liste les concours de l'enseignement public et privé en France.

## Concours de recrutement des maîtres de l'enseignement primaire
- Concours de recrutement de professeur des écoles (CRPE)
  - Certificat d'aptitude aux fonctions d'instituteur maître formateur (CAFIMF)
  - Certificat d'aptitude aux fonctions de professeur des écoles maîtres formateurs (CAFIPEMF)
  - Certificat d'aptitude à l'enseignement des enfants inadaptés (CAEI) – Certificat d'aptitude aux actions pédagogiques d'adaptation et d'intégration scolaires (CAPSAIS) ; remplacé par les deux certificats suivants :
    - Certificat d'aptitude professionnelle pour les aides spécialisées, les enseignements adaptés et la scolarisation des élèves en situation de handicap (CAPA-SH)
    - Certificat complémentaire pour les enseignements adaptés et la scolarisation des élèves en situation de handicap (2CA-SH)

## Concours de recrutement des maîtres de l'enseignement secondaire
- Agrégation de l'enseignement du second degré (Agreg.)
- Certificat d'aptitude au professorat de l'enseignement du second degré (CAPES)
- Certificat d'aptitude au professorat de l'enseignement technique (CAPET)
- Certificat d'aptitude au professorat de lycée professionnel (CAPLP)
- Certificat d'aptitude au professorat d'éducation physique et sportive (CAPEPS)
- Certificat d'aptitude aux fonctions de formateur académique (CAFFA)
- Certificat d'aptitude aux fonctions d'enseignant du second degré dans les établissements d'enseignement privé sous contrat d'accès (CAFEP)

## Concours de recrutement des maîtres de l'enseignement supérieur
- Agrégation de l'enseignement supérieur

## Concours disparus
- Certificat d'aptitude à l'enseignement dans les collèges (CAEC), créé en 1941, remplacé en 1950 par le CAPES.
- Concours de recrutement des instituteurs de la fonction publique de l’État recrutés à Mayotte (IERM), a existé de 2005 à 2017[1].